# قانون اساسی پیشنهادی جمهوری شیلی در سال ۲۰۲۲
قانون اساسی پیشنهادی جمهوری شیلی یک پیش‌نویس قانون اساسی بود که توسط شورای قانون اساسی شیلی بین ژوئیه ۲۰۲۱ و ژوئیه ۲۰۲۲ نوشته شده بود. این اولین پیش‌نویس قانون اساسی توسط یک ارگان منتخب دموکراتیک بود که نقطهٔ عطفی را در تاریخ سیاسی شیلی رقم زد. ۶۲ درصد مردم شیلی، در ۴ سپتامبر ۲۰۲۲، در یک همه‌پرسی ملی به این پیش‌نویس رای منفی دادند.
در صورت تصویب، این قانون جایگزین قانون اساسی ۱۹۸۰ می‌شد که در دوران دیکتاتوری نظامی ژنرال آگوستو پینوشه به تصویب رسیده بود. قانون اساسی ۱۹۸۰ شیلی اولین تجربهٔ قوانین مبتنی بر سیستم اقتصادی نئولیبرالی در جهان است، سیستمی که با خصوصی‌سازی صنایع ملی، آزادسازی تجارت و برچیده شدن دولت رفاه اجتماعی شناخته می‌شود.

## محتوا و فصول
متن قانون اساسی پیشنهادی جمهوری شیلی با این جمله آغاز می‌شود:
«ما، مردم شیلی، متشکل از ملل مختلف، آزادانه این قانون اساسی را، که در یک فرایند مشارکتی، برابر و دموکراتیک مورد توافق قرار گرفته‌است، برای خود برگزیدیم».
و پس آن در یازده فصل، اصول و مبانی آن تشریح می‌گردد. در ادامه، خلاصهٔ کوتاهی از محتوای هر فصل آورده شده‌است.

## اصول و مقررات کلی
فصل اول (اصول ۱ تا ۱۶) قانون اساسی پیشنهادی، اصول کلی و بنیادین حکومت شیلی را معرفی می‌کند. شیلی را به عنوان کشوری اجتماعی و دموکراتیک (Estado social y democrático de derecho) معرفی می‌کند، دولت شیلی را از نظر سیاسی سکولار می‌خواند، و با تأکید بر تنوع ملتی، جغرافیایی، طبیعی، تاریخی، و فرهنگی، شیلی را سرزمینی «منحصر به فرد و غیرقابل تقسیم» می‌داند.
این فصل تضمین حقوق فردی و اجتماعی بشر را اساس قوانین قرار می‌دهد و به‌طور خاص از گروه‌های به حاشیه رانده شده نام می‌برد و حقوق آنها را برمی‌شمرد؛ مثلاً از چندین ملت بومی در شیلی نام می‌برد و دولت را موظف می‌کند که حقوق و خودمختاری آنها را تضمین کند (اصل ۵). همچنین تنوع جنسیتی افراد، اعم از زن، مرد، کوئیر، یا ترنس‌جندر را به رسمیت می‌شناسد و دولت را موظف به ترویج جامعه‌ای می‌کند که برابری جنسیت‌های مختلف را تسهیل کند. در همین راستا، حداقل ۵۰ درصد از اعضای کلیهٔ نهادهای دولتی، نهادهای مستقل قانون اساسی، نهادهای اجرایی دولت، و هیئت مدیره شرکت‌های دولتی و نیمه‌دولتی باید زن باشند (اصل ۶).

## حقوق اساسی و ضمانت‌ها
فصل دوم (اصول ۱۷ تا ۱۲۶) طولانی‌ترین فصل قانون اساسی پیشنهادی است. این فصل، حقوق اساسی، همه‌شمول، و غیرقابل انکار افراد در جامعهٔ شیلی را برمی‌شمرد و دولت را موظف به اقدام برای رفع موانع دسترسی به این حقوق می‌کند. به‌طور خاص در این فصل حقوق جمعی مردمان بومی به رسمیت شناخته می‌شود، و طبیعت را به عنوان دارندهٔ حقوق برمی‌شمرد (اصل ۱۸). گزیده‌ای از این حقوق از این قرارند:
- حق کرامت جسمی، روانی، جنسی، و عاطفی
- ممنوعیت اعدام، شکنجه، و مجازات‌های غیرانسانی و تحقیرآمیز
- ممنوعیت اخراج، تبعید و کوچ اجباری
- حق شفاف‌سازی و دانستن حقیقت در موارد نقض جدی حقوق بشر، به ویژه در جنایات علیه بشریت، جنایات جنگی، نسل‌کشی یا کوچ اجباری
- آدم‌ربایی، شکنجه و سایر رفتارهای بی‌رحمانه، غیرانسانی، یا تحقیرآمیز، جنایات جنگی، جنایات علیه بشریت، نسل‌کشی و تجاوز مشمول قوانین مرور زمان یا عفو عمومی نیست.
- حق دریافت غرامت و جبران صدمات برای قربانیان نقض حقوق بشر
- حق برابری جنسیتی برای زنان، دختران و افراد تراجنسیتی
- حق عدم هرگونه تبعیض، به ویژه تبعیض بر اساس دلایلی مانند ملیت یا بی‌تابعیتی، سن، جنسیت، ویژگی‌های جنسی، گرایش جنسی یا عاطفی، هویت و بیان جنسیتی، تنوع فیزیکی، مذهب یا اعتقاد، نژاد، مردم و ملت بومی یا قبیله‌ای، عقاید سیاسی یا سایر عقاید، طبقه اجتماعی، روستایی بودن، وضعیت مهاجرت یا پناهندگی، ناتوانی، وضعیت سلامت روانی یا جسمی، وضعیت تأهل، وابستگی یا موقعیت اجتماعی، و سایر دلایل از این نوع
- حقوق کودکان و نوجوانان، شامل استقلال تدریجی، حفاظت در برابر خشونت، و غیره
- حق زندگی عمومی و خصوصی عاری از خشونت و تبعیض جنسیتی برای زنان، دختران، افراد تراجنسیتی یا دارای تنوع جنسی و جنسیتی
- حق دسترسی به منابع شغلی و اجتماعی، و مشارکت سیاسی، اقتصادی، و فرهنگی برای افراد دارای معلولیت
- حق داشتن زندگی مستقل، توسعه آزادانه شخصیت و هویت، و استفاده از ظرفیت قانونی برای افراد دارای تنوع عصبی
- حق زندانیان برای برخورداری از همهٔ حقوق، به جز آنچه به موجب محکومیت از آن محروم شده‌اند
- حق سالمندان برای زندگی شرافتمندانه و برخورداری از مزایای تأمین اجتماعی کافی، دسترسی به محیط‌های فیزیکی، اجتماعی، اقتصادی، فرهنگی و دیجیتالی، مشارکت سیاسی و اجتماعی، زندگی عاری از سوء استفاده مبتنی بر سن و غیره
- حق مردم و ملت‌های بومی برای تعیین سرنوشت، شامل خودمختاری، خودگردانی، حفظ فرهنگی، به رسمیت شناختن و حفاظت از سرزمین‌ها و منابع خود، به رسمیت شناختن نهادهای سنتی، و مشارکت کامل در امور اجتماعی دولت، در صورت تمایل
- حق برخورداری از آموزش در همهٔ سطوح (آموزش از ابتدایی تا دبیرستان اجباری است)، که توسط دولت با هدف توسعه همه جانبهٔ فردی، بسط عدالت اجتماعی، آموزش احترام به حقوق بشر، بسط آگاهی‌های زیست‌محیطی و تنوع فرهنگی و … تضمین می‌شود
- حق برخورداری از آموزش عالی رایگان و غیرانتفاعی با تضمین دسترسی عادلانه و فراگیر، به ویژه برای گروه‌های محروم و آسیب‌پذیر
- حق آموزش جامع جنسی که استقلال، رضایت، هویت‌های متنوع، ریشه‌کن کردن کلیشه‌های جنسیتی و پیشگیری از خشونت جنسی و جنسی را ترویج می‌کند
- حق برخورداری از مراقبت‌های بهداشتی و درمانی برای همه، شامل سلامت جسمی و روانی، مبتنی بر اصول برابری، تنوع فرهنگی، تمرکززدایی و عدم تبعیض
- حق برخورداری از تأمین اجتماعی فراگیر و همگانی که از محل مشارکت‌های اجباری کارفرمایان و کارگران، و درآمدهای عمومی ملی تأمین می‌شود
- حق مشارکت اتحادیه‌های کارگری و تشکل‌های کارفرمایی در مدیریت نظام تأمین اجتماعی
- حق کار آزادانه، برخورداری از شرایط کار مناسب، عدم اتصال دیجیتالی، دستمزد عادلانه، سلامت و ایمنی در کار، دستمزد برابر برای کار برابر، و ممنوعیت تبعیض یا اخراج خودسرانه
- حق ایجاد تعادل بین کار، خانواده و زندگی اجتماعی، حمایت از سلامت باروری و حقوق مادری/پدری، و شرایط عادلانه کار در مناطق روستایی و کشاورزی
- حق کارگران و اتحادیه‌های کارگری برای برخورداری از حمایت مؤثر، توسط نظارت یک نهاد مستقل
- ممنوعیت هر نوع کار ناامن، اجباری، تحقیرآمیز یا موهن
- حق آزادی تشکل، اتحادیه، چانه‌زنی جمعی، و اعتصاب برای همهٔ کارگران موسسات خصوصی و دولتی، بجز پلیس و ارتش
- حق کارگران و کارمندان برای مشارکت در تصمیمات شرکت از طریق اتحادیه‌های مربوطه
- حق به رسمیت شناختن و ارزشگذاری برای کارهای مربوط به خانه و کارهای مراقبتی-تیماری به عنوان یک ضروری برای رفاه جامعه و توسعه اقتصادی. دولت موظف است که بازتوزیع این مسئولیت‌ها را به گونه‌ای ترغیب کند که در راستای توازن اجتماعی و جنسیتی باشد و باعث ضرر و عقب‌ماندگی گروهی که این مسئولیت را می‌پذیرند نگردد
- حق برخورداری از سیستم مراقبتی جامع و آبرومندانه برای همه افراد در طول زندگی، با تمرکز بر استقلال، حقوق بشر و حقوق جنسیتی و نیازهای گروه‌های خاص از جمله معلولین و بیماران در حال احتضار

سایر حقوق تصریح شده در قانون به‌طور تدریجی در این قسمت اضافه می‌شود.

## طبیعت و محیط زیست
این قانون پیشنهادی یکی از پیشروترین رویکردها را نسبت به طبیعت و حقوق حیوانات دارد. در فصل سوم قانون (اصول ۱۲۷ تا ۱۵۰) طبیعت را به عنوان دارندهٔ حق مطرح می‌کند، و حکومت را مسئول جلوگیری از آسیب‌های زیست‌محیطی، و تبیین سیستم مدیریت پسماند می‌داند. علاوه بر این، این فصل به کارکرد اکولوژیکی و اجتماعی زمین نیز اشاره می‌کند، و از عدالت زیست‌محیطی و همبستگی بین‌نسلی به عنوان دو مورد از اصول حفاظت از محیط زیست نام می‌برد (اصل ۱۲۸).
اصل ۱۳۱ حیوانات را به‌عنوان موجودات ذی‌شعورتحت حمایت ویژه قرار می‌دهد، و برای آن‌ها حق زندگی بدون بدرفتاری قائل می‌شود.
در این فصل، قانون‌گذار منابع مشترک طبیعی –که قابل تملیک خصوصی نیستند– را تبیین می‌کند؛ و در این بین از دریاها و بستر آنها، سواحل، آب‌ها، یخچال‌ها و تالاب‌ها، میدان‌های زمین‌گرمایی، هوا و جو، کوه‌های مرتفع، مناطق حفاظت شده و جنگل‌های بومی، خاک زیرسطحی و … نام می‌برد. این قانون توجه ویژه به منابع آب و چرخهٔ آب دارد، دولت را مسئول حفاظت از آنها می‌داند، و نهادی به نام «آژانس ملی آب» برای ادارهٔ آنها تأسیس می‌کند.
از موارد مهم دیگر در این فصل تبیین کنترل انحصاری و سلب‌ناپذیر دولت بر کلیه معادن و مواد معدنی اعم از فلزی و غیرفلزی، و ذخایر فسیلی و هیدروکربنی کشور است.

## مشارکت دموکراتیک
فصل چهارم قانون (اصول ۱۵۱ تا ۱۶۴)، اشکال و چگونگی مشارکت دموکراتیک در شیلی را تبیین می‌کند. دموکراسی مستقیم، مشارکتی، اجتماعی، و نیابتی اشکال مختلف مشارکت مردم در ادارهٔ حکومت در شیلی است. اصل ۱۵۳ دولت را موظف می‌کند که شرایط مشارکت دموکراتیک و نفوذ سیاسی همه افراد، به ویژه گروه‌هایی که از نظر تاریخی محروم شده‌اند یا نیازمند حمایت ویژه هستند، را تأمین کند.
بر اساس قانون پیشنهادی، حق رأی، همه‌گانی، برابر، آزاد، مستقیم، شخصی و مخفی است و هیچ مرجع یا ارگانی اجازهٔ سلب این حق را ندارد. رأی دادن برای افراد بالای ۱۸ سال اجباری، و برای افراد ۱۶ و ۱۷ ساله و شیلیایی‌های مقیم خارج از کشور داوطلبانه است (اصل ۱۶۰).
قانون پیشنهادی به‌طور جدی از برابری جنسیتی و قومیتی حمایت می‌کند. در مجامع انتخابی در سطوح ملی، منطقه‌ای، و اجتماعی، متناسب با جمعیت بومیان آن منطقه، کرسی‌هایی به آنها اختصاص می‌دهد. و سازمان‌های سیاسی به رسمیت شناخته‌شده را موظف می‌کند از برابری معنادار جنسیتی در سطوح رهبری و ابعاد سازمانی و انتخاباتی خود اطمینان حاصل کنند. بعلاوه، مشخص می‌کند که قانون باید ابزارهایی برای تشویق افراد دارای تنوع جنسیتی و ترنس‌جندر برای مشارکت در فرایندهای انتخاباتی فراهم کند.

## حکمرانی مطلوب و خدمات عمومی
فصل پنجم (اصول ۱۶۵ تا ۱۸۶)، صداقت، شفافیت و پاسخ‌گویی در کلیه شئون را مبنای حکمرانی قرار می‌دهد. اصل ۱۶۵ حکومت را موظف می‌کند تا با کارآمدی و حسن نیت رویکردی همه شمول، بینافرهنگی، و مبتنی برجنسیت و عدم تبعیض داشته باشد. این قانون همهٔ نهادهای حکومتی را ملزم به شفافیت در اطلاعات و آمار و روش‌ها می‌کند، و به هر فرد اجازهٔ دسترسی کامل به اطلاعات شخصی و عمومی خویش نزد نهادهای حکومتی را می‌دهد. تنها در موارد خاص این قانون حق طبقه‌بندی اطلاعات را محفوظ می‌دارد (اصل ۱۶۷). قانون‌گذار وظیفهٔ نظارت بر اجرای اصول شفافیت را به عهدهٔ شورای شفافیت می‌گذارد.
این فصل همچنین بر مبارزه با فساد در درون و بیرون حاکمیت تأکید دارد، افشاکنندگان فساد و عدم شفافیت را تحت حمایت قانون قرار می‌دهد (اصل ۱۷۱)، و محکومان به جنایات علیه بشریت، جنایات جنسی، خشونت خانگی، فساد، کلاهبرداری مالیاتی، پولشویی، رشوه‌خواری، اختلاس و غیره را از مناصب حکومتی و انتخابی محروم می‌کند. همچنین مقامات اداری را از استخدام فامیل‌های نسبی و سببی در ادارات مربوطه منع می‌کند.
اصل ۱۸۲ دولت را موظف به جلوگیری از سوء استفاده از بازار، تبانی بین شرکت‌ها و سایر مواردی می‌کند که بر عملکرد کارآمد، عادلانه و قابل اعتماد بازارها تأثیر می‌گذارد. همچنین دولت موظف است که بازارهای محلی، شبکه‌های توزیع کوتاه‌برد، و اقتصاد چرخشی را ترویج کند.
این فصل اصول برابری، همبستگی و عدالت مادی را مبنای سیاست‌های مالیاتی‌ای قرار می‌دهد که یکی از اهداف آن کاهش نابرابری و فقر است.

## دولت محلی و سازماندهی سرزمینی
فصل ششم (اصول ۱۸۷ تا ۲۵۰)، ساختار سرزمینی دولت، درج‍هٔ محل شدن آن و اصول زیربنایی حکمرانی برای این سرزمین‌ها را مشخص می‌کند. اصل ۱۸۷ سرزمین‌ها را به واحدهای سرزمینی خودمختار و مناطق ویژه تقسیم می‌کند. واحدهای سرزمینی خودمختار شامل کمون‌های خودمختار، مناطق خودمختار، و سرزمین‌های بومی خودمختار است که دارای استقلال سیاسی، اداری و مالی -در محدوده حقوق بشر و حقوق طبیعت- برای تعقیب اهداف و منافع خود هستند. ایجاد یا اصلاح این سرزمین‌ها مستلزم بررسی عواملی مانند تاریخ، جغرافیا، اقتصاد، و فرهنگ این مناطق است و باید مشارکت دموکراتیک ساکنان آن را تضمین کند. نکته مهم این است که اعمال خودمختاری توسط این سرزمین‌ها اجازه جدایی ارضی یا به خطر انداختن ماهیت تجزیه ناپذیر دولت را نمی‌دهد.
در ادامه، به اصول همکاری و هماهنگی بین واحدهای سرزمینی اشاره می‌شود و مکانیسم‌هایی برای برای دستیابی به اهداف مشترک و افزایش توسعه اجتماعی، فرهنگی و اقتصادی تعریف می‌شود. قانون بر برابری سرزمینی، توسعه پایدار، و عدم قیمومیت در میان این واحدها تأکید می‌کند، و حقوق مشارکت ساکنان این سرزمین‌ها، از جمله مردم بومی، در تصمیم‌گیری‌های عمومی را تضمین می‌کند. نهادهای محلی موظفند که در برنامه‌ها و سیاست‌های خود، بر اصول همه‌پذیری، چند فرهنگی، یکپارچگی اجتماعی-ارضی، عدالت جنسیتی، و حقوق بشر پایبند باشند (اصل ۱۹۳).

### کمون‌های خودگردان
کمون‌های خودگردان کوچک‌ترین واحد سیاسی و سرزمینی در دولت منطقه ای هستند، که دارایی و هویت مستقل قانونی دارند. کمون‌ها مسئول برآوردن نیازها و حقوق مردم محلی هستند، از مدیریت محلی و ایجاد خدمات عمومی گرفته تا حفاظت از محیط زیست، حفاظت از فرهنگ، و تقویت مشارکت دموکراتیک. هر کمون قلمرو خود را به واحدهای محله ای، با شوراهای نماینده‌گی، تقسیم می‌کند، که بر مدیریت محله تمرکز دارد.

### مناطق خودمختار
این مناطق دارای حقوق سیاسی و سرزمینی برای مدیریت و تقویت منافع منطقه ای خود به‌طور مستقل و در عین حال تحت چارچوب گسترده‌تر قانون اساسی و قوانین ملی هستند. این مناطق در مدیریت منابع اقتصادی، تأسیس شرکت‌های عمومی منطقه‌ای، انجام ابتکارات مربوط به مسکن، بهداشت، آموزش و غیره مستقل هستند و در عین حال همسویی با سیاست‌های ملی را تضمین می‌کنند. مناطق خودمختار از یک دولت منطقه‌ای به سرپرستی فرماندار و یک مجلس منطقه‌ای تشکیل شده‌است.

### سرزمین‌های خودمختار بومی
سرزمین‌های خودمختار بومی در قانون اساسی با شخصیت حقوقی و میراث خاص خود به رسمیت شناخته شده‌اند. این نهادها، مردم و ملت‌های بومی را قادر می‌سازند تا از حقوق خود برای خودمختاری، هماهنگ با سایر ارگان‌های سرزمینی استفاده کنند. مسئولیت به رسمیت شناختن، ترویج و تضمین اجرای این خودمختاری‌ها به دولت سپرده شده‌است. یک فرایند قانونی، شفاف و کارآمد ایجاد خواهد شد که به گروه‌های بومی این امکان را می‌دهد که از طریق نهادهای نمایندگی خود، ایجاد خودمختاری خود را آغاز کنند. علاوه بر این، قانون اساسی تضمین می‌کند که این سرزمین‌ها از اختیارات و منابع لازم برای تحقق کامل حق تعیین سرنوشت خود، هم به‌طور مستقل و هم در همکاری با سایر نهادهای سرزمینی، برخوردار باشند.
در ادامهٔ این فصل حقوق مناطق ویژه از جمله راپا نوئی و مناطق روستایی برشمرده می‌شود.

## قوهٔ مقننه
فصل هفتم این قانون (اصول ۲۵۱ تا ۲۷۸) به تعریف ساختار، ترکیب و مسئولیت‌های قوهٔ مقننه اختصاص دارد. ساختار قوهٔ مقننه دومجلسی است و از کنگره نمایندگان و اتاق مناطق تشکیل شده‌است.
کنگره نمایندگان یک نهاد شورایی، برابری‌محور و چند ملیتی است. این شورا متشکل از حداقل ۱۵۵ عضو است که با رأی مستقیم انتخاب می‌شوند و شامل کرسی‌های اختصاصی برای مردم و ملل بومی است. کنگره نمایندگان دارای اختیارات انحصاری مانند نظارت بر فعالیت‌های دولت، پذیرش یا رد استعفای رئیس‌جمهور، اعلام اتهامات علیه مقامات عالی‌رتبه و اعطای مجوز به رئیس‌جمهور برای غیبت طولانی مدت از کشور است.
اتاق مناطق نیز یک نهاد شورایی، برابری‌محور و چند ملیتی است، که نمایندگی مناطق مختلف را به عهده دارد، و به مجالس محلی گزارش می‌دهد. این اتاق نمی‌تواند بر اعمال دولت نظارت کند. در عوض، اتهامات مطرح شده توسط کنگره نمایندگان را می‌شنود و تشخیص می‌دهد که آیا فرد متهم مجرم است یا خیر.
در این فصل مقررات مشترک برای هر دو نهاد نیز به تفصیل بیان شده‌است که در آن معیارهای واجد شرایط بودن برای نمایندگان منطقه‌ای، شرایط برکناری یک نامزد و نقش‌های ناسازگار با نماینده‌گی منطقه‌ای را مشخص می‌کند. همچنین زمینه‌های رسیدگی قانونی علیه نمایندگان و نمایندگان منطقه‌ای، شرایطی که منجر به پایان دوره آنها می‌شود و محدودیت‌های زمانی این سمت‌ها را شرح می‌دهد.
در بخش آخر فصل نیز حیطهٔ اختیارات قانونی قوهٔ مقننه و روند قانون‌گذاری، از پیشنهاد تا تصویب، به تفصل تبیین می‌شود.

## قوهٔ مجریه
فصل هشتم (اصول ۲۷۹ تا ۳۰۶) به تشریح اختیارات اجرایی دولت، مخصوصاً رئیس‌جمهور، می‌پردازد. رئیس‌جمهور، رئیس دولت نیز است و موظف است سالانه گزارشی از وضعیت جمهوری را به کنگره نمایندگان و اتاق مناطق ارائه دهد.
نامزدهای ریاست جمهوری باید حداقل ۳۰ سال سن داشته باشند، تابعیت شیلی داشته باشند و حداقل چهار سال قبل از انتخابات در کشور اقامت داشته باشند. آنها همچنین باید برنامهٔ خود را برای مدیریت کشور در زمان نامزدی ارائه دهند. انتخاب رئیس‌جمهور از طریق رأی عمومی و برای یک دورهٔ چهارساله انجام می‌شود. فرد منتخب تنها یک بار، بلافاصله یا بعداً، واجد شرایط انتخاب مجدد است.
این فصل همچنین اختیارات و مسئولیت‌های رئیس‌جمهور را تشریح می‌کند. از جملهٔ این مسئولیت‌ها اجرای قانون اساسی و سایر قوانین، هدایت ادارات دولتی، روابط خارجی، و انتصاب و عزل وزرا است. در حوزه روابط خارجی، رئیس‌جمهور اختیار مذاکره، انعقاد، امضا و تصویب معاهدات بین‌المللی را دارد، که برخی از آنها باید به تصویب قوهٔ مقننه برسد.
همچنین رئیس‌جمهور مسئول امنیت کشور دانسته شده و فرماندهی پلیس و ارتش را بر عهده دارد. در شیلی تنها حکومت مجاز به استفاده از زور است و نمی‌تواند این حق را تفویض کند. همچنین هیچ فرد، گروه، یا نهادی (به غیر از نهادهای مشخص شده در قانون) حق حمل یا نگهداری سلاح ندارند.
طبق این قانون پلیس و ارتش با تأکید جدی بر حرفه‌ای بودن، اطاعت و احترام به حقوق بشر، به شدت تحت نظارت هستند. هر دو نهاد نمی‌توانند در فعالیت‌های سیاسی شرکت کنند و پذیرش و آموزش آنها باید رایگان و بدون تبعیض باشد. علاوه بر این، آنها باید در ساختار خود، و مخصوصاً در نهادهای تصمیم‌گیری، عدالت جنسیتی را مدنظر قرار داده و ترویج کنند.

## قوهٔ قضائیه
فصل نهم قانون (اصول ۳۰۷ تا ۳۴۹) ساختار و عملکرد نظام حقوقی و قضایی در داخل کشور را ترسیم می‌کند. قانون‌گذار خدمات قضایی را وظیفهٔ عمومی حکومت می‌داند که منحصراً از طریق دادگاه‌های دادگستری یا نهادهای مردمان و ملل بومی اعمال می‌شود. تصمیمات و روند نظام قضایی باید حافظ و مروج حقوق بشر، حقوق طبیعت، نظام دموکراتیک و قانونی باشد.
وحدت رویهٔ قضایی از اصول نظام قضایی پیشنهادی است، ولی قانون، نظام‌های قضایی بومی را، بر مبنای اصل خودمختاری و تا زمانی که به قانون اساسی، حقوق بشر، و معاهدات بین‌المللی احترام بگذارند، به رسمیت می‌شناسد.
قضات طبق اصل ۳۱۰، تنها می‌توانند وظایف قضایی را انجام دهند. آنها نباید شغل دیگری داشته باشند (مگر شغل دانشگاهی) و نمی‌توانند وظایف اداری یا قانون‌گذاری را انجام دهند. آنها همچنین نمی‌توانند عضو احزاب سیاسی باشند.
دسترسی به خدمات قضایی باید دردسترس و رایگان باشد. و رویه‌های قضایی باید رویکرد تقاطعی (اینترسکشنال) و برابری‌محور داشته باشند (اصل ۳۱۱)، و با رویکردی بر مبنای اصول عدالت باز، شامل شفافیت، مشارکت و همکاری، در خدمت تضمین حاکمیت قانون و ترویج صلح و دموکراسی باشند (اصل ۳۲۱). علاوه بر این، تمام نهادهای قضایی باید اصل برابری (متشکل از حداقل ۵۰ درصد زنان) را رعایت کنند، و سیستم قضایی باید با تمام توان با هر نوع خشونت علیه زنان، و افراد دارای تنوع جنسیتی و تراجنسیتی مقابله کند.
ساختار نظام دادگستری پیشنهادی شامل سیستم قضایی محلی، دادگاه‌های بدوی، دادگاه‌های تجدید نظر، و دیوان عالی کشور است که در ادامهٔ فصل، ساختار و وظایف هر یک تشریح می‌شود. یکی از شاخه‌های دادگاه‌های بدوی دادگاه‌های محیط زیست است که به قانونی بودن اعمال اداری مربوط به مسائل زیست‌محیطی، اقدام برای حفظ حقوق طبیعت و حقوق محیط زیست، جبران خسارات زیست‌محیطی و سایر مواردی که در قانون اساسی و قانون مقرر شده‌است رسیدگی و در مورد آنها حکم خواهند داد (اصل ۳۳۳).
ساختار نظام دادگستری ملی در مواد ۳۲۸ تا ۳۳۰ تشریح شده‌است و نقش دیوان عالی، دادگاه‌های تجدیدنظر و نظام‌های دادگستری محلات را به تفصیل بیان می‌کند. دیوان عالی، تفسیر قانون را استاندارد می‌کند و اجرای صحیح آن را تضمین می‌کند، در حالی که دادگاه‌های استیناف عمدتاً برای حل و فصل اعتراضات به احکام صادر شده توسط دادگاه‌های بدوی عمل می‌کنند.
مواد ۳۳۷ و ۳۳۸ اصول نهاد اجرای احکام را تبیین می‌کند و تأکید می‌کند که این نهاد باید به حقوق بشر احترام بگذارد. علاوه بر اجرای حکم، این نهاد باید بازگشت و پذیرش اجتماعی افراد در حال اجرای حکم را از اهداف خود بداند. همچنین حکومت موظف است دسترسی به حقوق اساسی افراد محروم از آزادی (زندانی) را تضمین کند. قانون تصریح دارد که حکومت تنها مرجعی است که مجاز به اجرای حکم و سلب آزادی است، و نمی‌تواند از نهادهای خصوصی در اجرای این وظایف استفاده کند. همچنین زندان‌ها باید زمینه‌های مطالعه، کار، ورزش، و فعالیت‌های هنری و فرهنگی را برای زندانیان فراهم کنند تا به توان‌بخشی، و بازگشت فرد به اجتماع کمک کنند.
در پایان این فصل وظایف شورای دادگستری، به عنوان یک نهاد مستقل برابری‌محور و چندملتی، تبیین می‌شود. این نهاد استقلال قضایی را تقویت می‌کند و مسئول انتصاب و تنبیه قضات و مقامات نظام قضایی کشور، انجام بازنگری همه‌جانبه در دادگاه‌ها، مدیریت، آموزش و انضباط در نظام قضایی است.